# Hueneosauria
Hueneosauria — парворяд іхтіозаврів. Ця група складається з останнього спільного предка Mixosaurus cornalianus і Ophthalmosaurus icenicus і всіх його нащадків. До групи належать іхтіозаври, що мають рибоподібне тіло. Група виникла на початку тріасу і вимерла протягом крейдяного періоду.

## Класифікація
- Парворяд Hueneosauria (=Ряд Ichthyosauria)
  - Наноряд Mixosauria
    - Родина Wimaniidae
    - Родина Mixosauridae

  - Наноряд Longipinnati
    - Родина Toretocnemidae
    - Родина Cymbospondylidae
    - Гіпоряд Merriamosauria
      - Родина Merriamosauridae
      - Родина Besanosauridae
      - Родина Shastasauridae
      - Родина Shonisauridae
      - Родина Californosauridae
      - Мінряд Parvipelvia
        - Родина Hudsonelpidiidae
        - Родина Macgowaniidae
        - Підряд Neoichthyosauria
          - Родина Temnodontosauridae
          - Родина Leptonectidae
          - Родина Suevoleviathanidae
          - Інфраряд Thunnosauria
            - Родина Ichthyosauridae
            - Родина Stenopterygiidae
            - Родина Ophthalmosauridae